# 春の波涛
『春の波涛』（はるのはとう）は、1985年1月6日から12月15日に放送されたNHK大河ドラマ第23作。主演は松坂慶子。

## 概要
中島丈博の脚本で、原作は杉本苑子の小説『冥府回廊』『マダム貞奴』。前年の『山河燃ゆ』に続く「近代大河3部作」の第2作である。日本の女優第一号である川上貞奴を中心にした群像劇で、明治・大正期を文化や世相からとらえた意欲作である。貞奴の夫である川上音二郎、福澤諭吉の娘婿で「電力王」の異名をとり、貞とのロマンスでも知られる福澤桃介、芸者時代に貞を水揚げした伊藤博文など幅広いキャラクターが登場した。平均視聴率は18.2%、最高視聴率は24.7%。
明治生まれの実在人物が主人公になった最初のNHK大河ドラマで、また昭和まで生きた実在人物を主人公とした最初の作品でもある。ただし主人公の最期まで描かれているわけではなく（最終回でナレーションや映像により説明）、1924年（大正13年）の描写で終わっている（貞奴が亡くなったのは1946年）。大正を描いた初のNHK大河ドラマである。
涛の字は本来は「濤」である。まれに濤の字を用いていることがある。
山口玲子に著作権侵害を訴えられたことから、「春の波濤」事件という著作権裁判で問題となった作品だが、NHKが勝訴しているので再放送及びDVD化が長く望まれていた。2007年11月からホームドラマチャンネルで放送され、2012年11月よりNHKオンデマンドで総集編の配信が始まった。2017年2月24日には完全版、総集編DVDが発売された。
翌年に放送されたNHK連続テレビ小説『はね駒』第89回では本作の映像をアーカイブ使用して川上一座が登場している。

## キャスト
- 貞：松坂慶子
おきゃんで芸達者と言われる葭町の名花。伊藤博文の愛妾だったが、音二郎と結婚する。
- 川上音二郎：中村雅俊
民権派の弁士。板垣退助が岐阜で襲われた事件を博多から上京したばかりの頃、頻繁に舞台にかけていた。政治家を志していたが伝がなく寺の使い走りをしていた。そんな折、福沢諭吉と知り合い、慶應義塾に入る。
その後、何度も政治犯として投獄される。その中で知り合った病死寸前の男から妻への遺言を頼まれた。男の妻である八重子に会った後、大金を探し当て、八重子と意気投合する。
後に貞と結婚する。
- 岩崎桃介→福澤桃介：風間杜夫
貞と恋仲だったが、留学費用の問題から福澤家に養子入りする。
- 福澤房子：檀ふみ
- 亀吉：淡島千景
- 小林（前沢）正子→松井須磨子：名取裕子
- 島村抱月：山本學
- 伊藤博文：伊丹十三
- 伊藤梅子：松あきら
- 福澤諭吉：小林桂樹
- 福澤（中村）里子：五大路子
- 福澤錦：南風洋子
- 福澤一太郎：岡本富士太
- 福澤捨次郎：田山涼成
- 福澤俊子：立原麻衣
- 福澤瀧子：加賀谷礼奈
- 福澤光子：関かおり
- 福澤三八：服部賢悟
- 福澤駒吉：中島大介→秋山康次郎
- 黒岩周六：滝田栄
- 黒岩勝子（黒岩乃ぶがモデルとなった人物）：森下愛子
- 金子堅太郎：山口崇
- 金子弥寿子：有賀ひろみ
- 板垣退助：米倉斉加年
- 山縣有朋：高橋悦史
- 井上馨：土屋嘉男
- 井上武子：塩沢とき
- 山田顕義：伊藤浩二
- 伊東巳代治：剣持伴紀
- 井上毅：西沢利明
- 大山巌：森井睦
- 大山捨松：大原穣子
- 松方満佐子：芦沢孝子
- 大隈重信：相馬剛三
- 大井憲太郎：児玉泰次
- 樺山資紀：加藤忠
- 黒田清隆：小瀬格
- 桂太郎：入江正徳
- 寺内正毅：阿部六郎
- 西郷従道：相原巨典
- 高島鞆之助：北村耕太郎
- 幸徳秋水：蟹江敬三
- 中江兆民：近藤洋介
- 坪内逍遥：仲谷昇
- 内村鑑三：有川博
- 堺利彦：高林幸兵
- 陸奥宗光：岡部政明
- 平塚雷鳥：岡本麗
- 松田正久：和田周
- 杉田定一：真田五郎
- 河野広中：小倉馨
- 来島恒喜：堀隆博
- 片岡健吉：溝呂木但
- 星亨：多田幸男
- 物集和子：谷口世津子
- 小山内薫：富川澈夫
- 楠山正雄：内山森彦
- 秋田雨雀：坂部文昭
- 長田秀雄：下坂康雄
- 中村吉蔵：勝部演之
- 関根黙庵：津村隆
- 清岡邦之助：藤堂貴也
- 市川團十郎：大山克巳
- 尾上菊五郎：久富惟晴
- 市川猿之助：菅野菜保之
- 市川団升：英太郎
- 中村福円：大谷友右衛門
- 中村駒之助：尾上松鶴
- 市川鰕太郎：尾上小辰
- 中村仙昇：尾上緑三郎
- 中村福之助：大谷桂三
- 川上専蔵：多々良純
- 川上磯次郎：熊谷俊哉
- 前沢誠助：せんだみつお
- 松子（小山花子）：八木昌子
- 松坂慶子：松坂慶子（カメオ出演）
- 野島覚造（岩野泡鳴がモデルとなった人物）：富樫寛→小林薫
- 野島義平：荒井注
- 岩崎（野島）せい子（遠藤晴子がモデルとなった人物）：かたせ梨乃
- 湯浅麟介（伊井蓉峰がモデルとなった人物）：村上弘明
- 奥平剛史（奥宮健之がモデルとなった人物）：藤岡弘
- 青柳捨三郎：岸部シロー
- 雲井八重子：江波杏子
- 桜木範幸（角藤定憲がモデルとなった人物）：ケーシー高峰
- 橘粂造（市川久米八・三遊亭万橘がモデルとなった人物）：四谷シモン
- 丸山蔵人：尾藤イサオ
- 三浦又吉（三浦亀吉がモデルとなった人物）：柴俊夫
- 三浦欣次（三浦文次がモデルとなった人物）：佐久間宏則
- 田代重成（田端重晟がモデルとなった人物）：渡辺寛二
- 増谷桑一：近石真介
- 高瀬牧人（櫛引弓人がモデルとなった人物）：入川保則
- 東儀秀治：西岡徳馬
- 河野広武（河野広躰がモデルとなった人物）：坂西良太
- 荒木郁子：余貴美子
- 曽我部市太：北村総一朗
- 福井喜兵衛：石田太郎
- 福井茂兵衛：不破万作
- 土肥庸元：松橋登
- 島村タマ：横山道代
- 島村市子：日色ともゑ
- 青木年男：辻萬長
- 青木ツル（後の青木鶴子）：桂川冬子
- 酒井良明：塚本信夫
- 井上春子：栗田よう子
- 千葉勝五郎：森山周一郎
- 喜多村緑郎：石濱朗
- 大勝俊行：平泉成
- 大島清治：剛たつひと
- 熊谷ムメ：絵沢萌子
- 大西佐八：江幡高志
- 山下清兵衛：鶴田忍
- 沢田正二郎：麦草平
- 野島イト→小照：八束愛→和由布子
- 山崎一枝：谷川みゆき
- 金泉丑太郎：十貫寺梅軒
- 大島弘毅：伊藤高
- 高田実：矢野和朗
- 相原尚褧：竹田寿郎
- 松橋英三郎：森川正太
- 大森善一：三田康二
- 富田一郎：早田文次
- 山本健次：奈辺悟
- 岡崎高厚：池田鴻
- 鯉沼粂八郎（鯉沼九八郎がモデルとなった人物）：中田譲治
- 山際七司：市東昭秀
- 鈴木辰五郎：高田大三
- 町田宗七：武内文平
- 生島一：児玉頼信
- 山本秀樹：酒井郷博
- 高田早苗：保科三良
- 倉橋仙太郎：下塚誠
- 中山晋一郎（中山晋平がモデルとなった人物）：宇京将志
- 秋月桂之助（秋月桂太郎がモデルとなった人物）：若林哲行
- 川上花菱（川村花菱がモデルとなった人物）：本橋清司
- 仇吉：東てる美
- 雷吉：石塚雅幸→中野博→浜田義一→清水善三
- 琴次：小川知子
- 鶴松：黒田福美
- タネ：佐々木すみ江
- シノ：春川ますみ
- 巳与吉：福田豊土
- 小千代：もたいまさこ
- 福助：風間舞子
- 徳助：宗近晴見
- 五郎平：荒勢
- 花次：山本郁子
- 玉八：古館ゆき
- ヨシ：五月晴子
- 清香：大塚良重
- 松長：田武謙三
- 近森：山西道広
- 小山：大林丈史
- 石田：粟津號
- おさき：鈴木みえ
- 千束屋：金内喜久夫
- 巳代吉：村上正次
- 卯之助：須永慶
- 川上：加藤治
- 栗野公使：児玉謙次
- 高安医師：渥美国泰
- 前畑医師：金井大
- 木原評定官：山崎満
- 錦松楼の女将：草村礼子

## スタッフ
- 原作：杉本苑子（『冥府回廊』『マダム貞奴』より）
- 脚本：中島丈博
- 音楽：佐藤勝
- 語り手：柳井恒夫
- 演奏：東京アート・ビューロー
- テーマ音楽演奏：NHK交響楽団
- テーマ音楽指揮：尾高忠明
- 時代考証：尾崎秀樹
- 風俗考証：中田幸平
- 衣装考証：小泉清子
- 舞台指導：松本克平、乾譲
- 振付：藤間康嗣
- タイトル文字：望月美佐
- 方言指導：大原穣子、池田成志、渡部猛
- 擬斗：新実
- 茶道指導：西原暉子
- 英語指導：松浦邦子
- 仏語指導：渡邊佳子
- ダンス指導：石原市三
- ヘラヘラ踊り指導：尾石季世子
- 踊り指導：藤間伊佐舞
- 三味線指導：杵屋勝国
- 邦楽演奏：杵屋勝一佳、杵屋勝佳恵、杵屋勝静香、杵屋久美子、福原徹彦、鳳声美智子、望月博美、望月すみ子、望月直子
- 資料提供：戸板康二、倉田喜弘、川上富司、福澤直美、御荘金吾、牧村史陽コレクション、早稲田大学演劇博物館、慶應義塾福澤研究センター、博物館明治村
- 制作：松尾武
- 美術：鯛正之輔、足立正美、宮井市太郎、太田礼二
- 技術：佐藤孝、大沼伸吉、石川泰宏、堀井貞治
- 効果：村田幸治、浜口淳二、久保光男
- 照明：五十嵐義行、布野俊明
- カメラ：後藤忠、三浦国男
- 音声：平野公一、近藤直光、小林健一
- 記録・編集：高村晃三郎、東浦弥生
- 演出：清水満、田中賢二、竹本稔、松本守正、一柳邦久、末松緑朗

## 放送
特記が無い限りNHKクロニクルのNHK番組表ヒストリーで確認。

### 通常放送時間
- NHK総合テレビジョン、衛星第1放送：毎週日曜 20時00分 - 20時45分
- （再放送）NHK総合テレビジョン、衛星第1放送：毎週土曜 13時25分 - 14時10分[注 1]

### 放送日程
- 第1回は40分繰り上げかつ40分拡大で放送。
- 第18回は5分拡大で放送。

| 放送回 | 放送日   | 題                     | 演出     | 視聴率 |
| ------ | -------- | ---------------------- | -------- | ------ |
| 第1回  | 1月6日   | 自由は死せず           | 清水満   | 23.9%  |
| 第2回  | 1月13日  | 馬上の女               | 田中賢二 | 23.1%  |
| 第3回  | 1月20日  | 遊戯会                 | 竹本稔   | 24.0%  |
| 第4回  | 1月27日  | 母と子と               | 松本守正 | 21.3%  |
| 第5回  | 2月3日   | 獄のうちそと           | 清水満   | 20.3%  |
| 第6回  | 2月10日  | 養子縁組               | 田中賢二 | 20.9%  |
| 第7回  | 2月17日  | 小奴狂乱               | 竹本稔   | 24.4%  |
| 第8回  | 2月24日  | 門出の宴               | 松本守正 | 21.7%  |
| 第9回  | 3月3日   | 孤独な日々             | 清水満   | 22.4%  |
| 第10回 | 3月10日  | オッペケペー           | 田中賢二 | 20.1%  |
| 第11回 | 3月17日  | めぐり逢い             | 竹本稔   | 24.3%  |
| 第12回 | 3月24日  | 川上一座旗揚げ         | 松本守正 | 24.7%  |
| 第13回 | 3月31日  | 小田原の夜             | 田中賢二 | 19.0%  |
| 第14回 | 4月7日   | 東京初公演             | 竹本稔   | 16.9%  |
| 第15回 | 4月14日  | もんちゃく続き         | 松本守正 | 23.6%  |
| 第16回 | 4月21日  | 女ごころ               | 田中賢二 | 18.3%  |
| 第17回 | 4月28日  | 自由民権のゆくえ       | 清水満   | 18.5%  |
| 第18回 | 5月5日   | 華燭                   | 清水満   | 13.4%  |
| 第19回 | 5月12日  | 壮絶快絶               | 田中賢二 | 17.8%  |
| 第20回 | 5月19日  | 思惑ちがい             | 田中賢二 | 16.6%  |
| 第21回 | 5月26日  | 日本一！音二郎         | 松本守正 | 16.9%  |
| 第22回 | 6月2日   | 華麗なる幕開け         | 松本守正 | 18.3%  |
| 第23回 | 6月9日   | 危うし！川上座         | 松本守正 | 16.6%  |
| 第24回 | 6月16日  | 好きも嫌いも           | 清水満   | 14.4%  |
| 第25回 | 6月23日  | 音二郎錯乱             | 清水満   | 17.8%  |
| 第26回 | 6月30日  | 日本丸出航             | 竹本稔   | 20.3%  |
| 第27回 | 7月7日   | おお、サンフランシスコ | 竹本稔   | 16.9%  |
| 第28回 | 7月14日  | アメリカ御難日記       | 田中賢二 | 16.9%  |
| 第29回 | 7月21日  | 女優誕生               | 田中賢二 | 15.1%  |
| 第30回 | 7月28日  | 洋行中の悲劇           | 清水満   | 14.3%  |
| 第31回 | 8月4日   | パリで切腹             | 清水満   | 13.2%  |
| 第32回 | 8月11日  | 母と子の別れ           | 松本守正 | 15.2%  |
| 第33回 | 8月18日  | 巨星堕つとも           | 松本守正 | 13.6%  |
| 第34回 | 8月25日  | 揺らぐ心               | 松本守正 | 12.6%  |
| 第35回 | 9月1日   | 女優第一号             | 竹本稔   | 19.4%  |
| 第36回 | 9月8日   | 吹きすさぶ嵐           | 一柳邦久 | 15.0%  |
| 第37回 | 9月15日  | 女優学校は…            | 田中賢二 | 16.8%  |
| 第38回 | 9月22日  | ふるさとの山河は遠く   | 田中賢二 | 13.6%  |
| 第39回 | 9月29日  | その名は須磨子         | 清水満   | 16.7%  |
| 第40回 | 10月6日  | ただ独り立てる者       | 松本守正 | 13.8%  |
| 第41回 | 10月13日 | 幕がおりて             | 松本守正 | 18.1%  |
| 第42回 | 10月20日 | 女の戦い               | 清水満   | 17.2%  |
| 第43回 | 10月27日 | 川上一座解散           | 末松緑朗 | 16.5%  |
| 第44回 | 11月3日  | 醜聞                   | 田中賢二 | 15.1%  |
| 第45回 | 11月10日 | 桃介座                 | 田中賢二 | 17.4%  |
| 第46回 | 11月17日 | カチューシャの唄       | 一柳邦久 | 14.1%  |
| 第47回 | 11月24日 | 女の中の夜叉           | 清水満   | 19.0%  |
| 第48回 | 12月1日  | 抱月、逝く             | 松本守正 | 15.1%  |
| 第49回 | 12月8日  | 愛のわかれ路           | 田中賢二 | 17.8%  |
| 最終回 | 12月15日 | 波路も遠く             | 清水満   | 21.9%  |

### 総集編
- 1985年12月22日19:20 - 22:35（中断 20:50 - 21:05　ニュース・天気予報）

## 関連商品
2017年2月24日、完全版、総集編DVDが発売された。